# Contea di Fuliang
La contea di Fuliang (浮梁县S, Fúliáng XiànP) è una contea della Cina, situata nella provincia di Jiangxi e amministrata dalla prefettura di Jingdezhen.